# Ulrike (Roman)
Ulrike ist ein Jugendroman des Schriftstellers Karl Neumann, der 1974 im Kinderbuchverlag Berlin erschien. Im Roman Ulrike thematisiert Neumann als einer der ersten Jugendbuchautoren der DDR die Sexualität zwischen Jugendlichen, das Buch wurde in der Folge zu einem Bestseller und erfuhr bis 1986 zehn Auflagen. Der Roman wurde ins Slowakische übersetzt und erschien 1977 in Bratislava. Es ist für Leser ab 13 Jahren empfohlen. Der Roman ist in elf benannte Kapitel unterteilt, ein auktorialer Erzähler erzählt die Geschichte.

## Inhalt
Die 15-jährige Schülerin Ulrike Sebald ist begeisterte Schwimmerin und kann bei ihrer alleinerziehenden Mutter durchsetzen, eine Sportschule zu besuchen. Nach einigen sportlichen Erfolgen dort, schleicht sie sich kurz vor Beginn der Winterferien mit den Bewohnerinnen ihrer Stube zum Jugendfasching aus dem Internat. Beim Fasching lernt sie einen Jungen kennen, der Interesse an ihr findet und sie nach Hause bringen will. Bevor sie starten, werden sie von der Polizei gestoppt, es stellt sich heraus, dass der Junge das Motorrad stehlen wollte. Ulrike wird von der Polizei ins Internat zurückgebracht. Sie muss nun um den Verbleib an der Schule bangen. Um ihre Bewohnerinnen nicht zu verraten, fasst sie den Entschluss, zu schweigen und freiwillig die Schule zu verlassen; auch dann noch, als sich andeutet, dass sie bleiben könnte.
Zu Hause angekommen behält sie es zunächst für sich. Ihr wird bei ihrer Ankunft Wilhelm Röllke vorgestellt. Ihre Mutter habe ihn kennengelernt und werde ihn, der einen neunjährigen Sohn hat, heiraten. Ulrike empfindet Abscheu gegenüber dem neuen Freund ihrer Mutter. 
Der Sportlehrer Hermann Wienhold aus ihrem Heimatort erfährt von der Sportschule, dass Ulrike diese verlassen habe und dass er sich jetzt besonders um sie kümmern müsse. Er entschließt sich, Ulrike aufzusuchen. Er wird dabei vom 17 Jahre alten Steffen Rumland begleitet, Ulrikes ehemaligem Schwimmkollegen. Es gelingt ihnen, Ulrike für die Nachwuchsarbeit zu gewinnen. Der Mutter jedoch missfällt der häufige Umgang Ulrikes mit Steffen, es kommt zu Überwerfungen zwischen beiden, die darin gipfeln, dass Ulrike von zu Hause ausreißt. Sie kommt bei ihrer Freundin Kerstin Berger („Kessi“) unter. Dort sucht sie der neue Freund ihrer Mutter auf, will sie überreden, zu ihm zu ziehen, ihre Mutter würde in Kürze ebenfalls zu ihm ziehen. Ulrike entwickelt Sympathie für Wilhelm und willigt ein. Das Verhältnis zu ihrer Mutter bessert sich vorerst nicht.
In den Ferien übernimmt Ulrike wie verabredet die Trainingsarbeit für die „Sprotten“ genannte Nachwuchsschwimmgruppe. Zusätzlich trainiert sie selbst täglich, merkt jedoch, wie ihre Leistung nachlässt. Allmählich bessert sich das Verhältnis zu ihrer Mutter. Ostern findet deren Heirat mit Wilhelm statt. Die dazu eingeladene Großmutter Therese Selbald muss leider absagen, wünscht sich aber einen Besuch Ulrikes. Diese fährt mit Steffen zu ihr, der während der Fahrt wiederholt über Schmerzen im Knie klagt, die schon eine Zeit lange bestanden. Auf der Fahrt versucht Steffen, sich ihr anzunähern, wird jedoch von Ulrike zurückgewiesen. Nachdem beide wieder zu Hause ankommen, muss Steffen wegen seines Knies sofort ins Krankenhaus eingeliefert werden; Steffens Bein muss amputiert werden. Ulrike hält weiterhin zu ihm, weswegen es Streit mit Wilhelm und ihrer Mutter gibt, die sich über die gemeinsame Zukunft der beiden Gedanken machen. Als Wilhelm auf Ulrikes Mutter einredet, beginnt sie, Ulrike zu verstehen. Sie überlassen ihr allein die Entscheidung. Zum Ende gibt der Autor einen Ausblick auf die Zukunft der beiden; Steffen, der Medizin studiert, heiratet die Sportstudentin Ulrike.